# Chondrostoma
Genre
Chondrostoma est un genre de poissons téléostéens de la famille des Cyprinidae et de l'ordre des Cypriniformes.

## Liste des espèces
Selon FishBase (20 novembre 2016):
- Chondrostoma angorense Elvira, 1987
- Chondrostoma beysehirense Bogutskaya, 1997
- Chondrostoma colchicum Derjugin, 1899
- Chondrostoma cyri Kessler, 1877
- Chondrostoma fahirae (Ladiges, 1960)
- Chondrostoma holmwoodii (Boulenger, 1896)
- Chondrostoma kinzelbachi Krupp, 1985
- Chondrostoma knerii Heckel, 1843
- Chondrostoma kubanicum L. S. Berg, 1914
- Chondrostoma meandrense Elvira, 1987
- Chondrostoma nasus (Linnaeus, 1758)
- Chondrostoma orientale Bianco & Bănărescu, 1982
- Chondrostoma oxyrhynchum Kessler, 1877
- Chondrostoma phoxinus Heckel, 1843
- Chondrostoma prespense S. L. Karaman, 1924
- Chondrostoma regium (Heckel, 1843)
- Chondrostoma scodrense Elvira, 1987 †[2]
- Chondrostoma soetta Bonaparte, 1840
- Chondrostoma vardarense S. L. Karaman, 1928
- Chondrostoma variabile Yakovlev, 1870